# Prionus townsendi
Prionus townsendi là một loài bọ cánh cứng trong họ Cerambycidae.